# 燕山构造期
燕山构造期，简称燕山期，是侏罗纪至早白垩世早期（2.05-1.35億年前）之间的构造期，在此期间，在今中国及周边地区发生了燕山运动或称燕山事件。

## 概念的提出和演化
燕山期是中国地质学家翁文灏最早提出的术语，用来表述以侏罗纪为主发生的构造事件。后来一些学者把燕山期扩大到包括整个白垩纪的构造运动在内，并不妥当，因为早白垩世以后的构造运动的特征和侏罗纪完全不同。鉴此，不少学者把侏罗纪至早白垩世早期的构造期称为早燕山期，而把早白垩世早期至古近纪古新世的构造期称为晚燕山期。万天丰建议恢复翁文灏最初的定义，把早燕山期仍叫做燕山期，而把晚燕山期另叫作四川期。

## 构造活动
燕山期对于中国的东部地质来说是一个重要的时期。在此期间，由于鄂霍次克板块和伊邪那岐板块先后与欧亚板块东北部碰撞，不仅造成了包括中国东部在内的大面积地区的褶皱隆起，形成李四光命名的“新华夏构造体系”，而且使欧亚板块逆时针旋转了30度，使这一板块逐渐接近现在的取向。相比之下，燕山运动对中国西部的地质影响就十分微弱。
具体来说，鄂霍次克板块前缘的一个碎片完达山-西锡霍特阿林地块在中国东北与欧亚板块碰撞，形成了完达山碰撞带，这是燕山期中国大陆上唯一的碰撞带。
与此同时，伊邪那岐板块在相当于今日本列岛、琉球列岛的地方与欧亚板块碰撞，造成中国东部原先已经存在的几条断层带——如绍兴-十万大山断层带、阴山北-西拉木伦断层带、郯城-庐江断层带出现剧烈活动，特别是郯城-庐江断层带，此时继续向北发育，直抵今哈尔滨和中俄边境。此外，原来一些板块内软弱的地区，这时也发育出大型断层，如尚义-平泉断层带、辽西断层带、大兴安岭东侧断层带、太行山东侧断层带、沧东-聊城断层带、雪峰山断层带等等，至今仍有活动。其中，阴山北-西拉木伦断层带和郯城-庐江断层带、大兴安岭东侧-太行山东侧断层带在今燕山地区相会，使这一地区的岩石圈十分软弱，发生了大规模的拗陷，接受了厚达35.4千米的沉积。
大量断层的出现，还造成了燕山期中国东部强烈的岩浆活动。其中华南地区（特别是福建沿海地区）的岩浆活动更为剧烈，这可能是因为这一地区的地壳在莫霍面处发生滑脱，大陆性的地壳直接推覆到了大洋性的地幔岩石圈之上。在这些岩浆活动中喷出或侵入的岩浆增加了华南地区岩石圈的刚性，从而使之在以后的构造运动中相对比较稳定，在今天也是中国地震较少出现的地区之一。
在中国东部因碰撞褶皱而形成山地和深谷的同时，中国中西部地区在近东西向的张裂作用下形成了一系列的构造盆地，鄂尔多斯盆地、四川盆地和柴达木盆地都是在这一时期形成的（其中鄂尔多斯盆地现在在地貌上已经不存在）。更西部的地区则构造活动微弱，很多地区的沉积基本没有间断。

## 地应力特征
燕山期地应力的主应力方向，和之前的印支期有很大不同，按今天的方向来说，已经变为北西西-南东东走向，这也说明燕山期的构造运动主要是受欧亚板块以东的大洋型板块向西的碰撞控制。此时的印度板块还在南半球中纬度地区，尚不足以影响中国大陆的构造运动。

## 对现代地貌的影响
燕山运动初步奠定了中国东部的现代地貌。李四光提出的新华夏构造体系包括三条隆起带和三条沉降带，除了其中的第一沉降带和第二沉降带外，都在燕山期开始发育。比如，作为第二隆起带南段的东南丘陵就是在这一时期得到充分发育的，当时是比现在高得多的山地。作为第三隆起带的大兴安岭、太行山、雪峰山等分隔开中国大陆地貌第一级和第二级阶梯的近南北向的山地也开始发育。